# Police en Australie

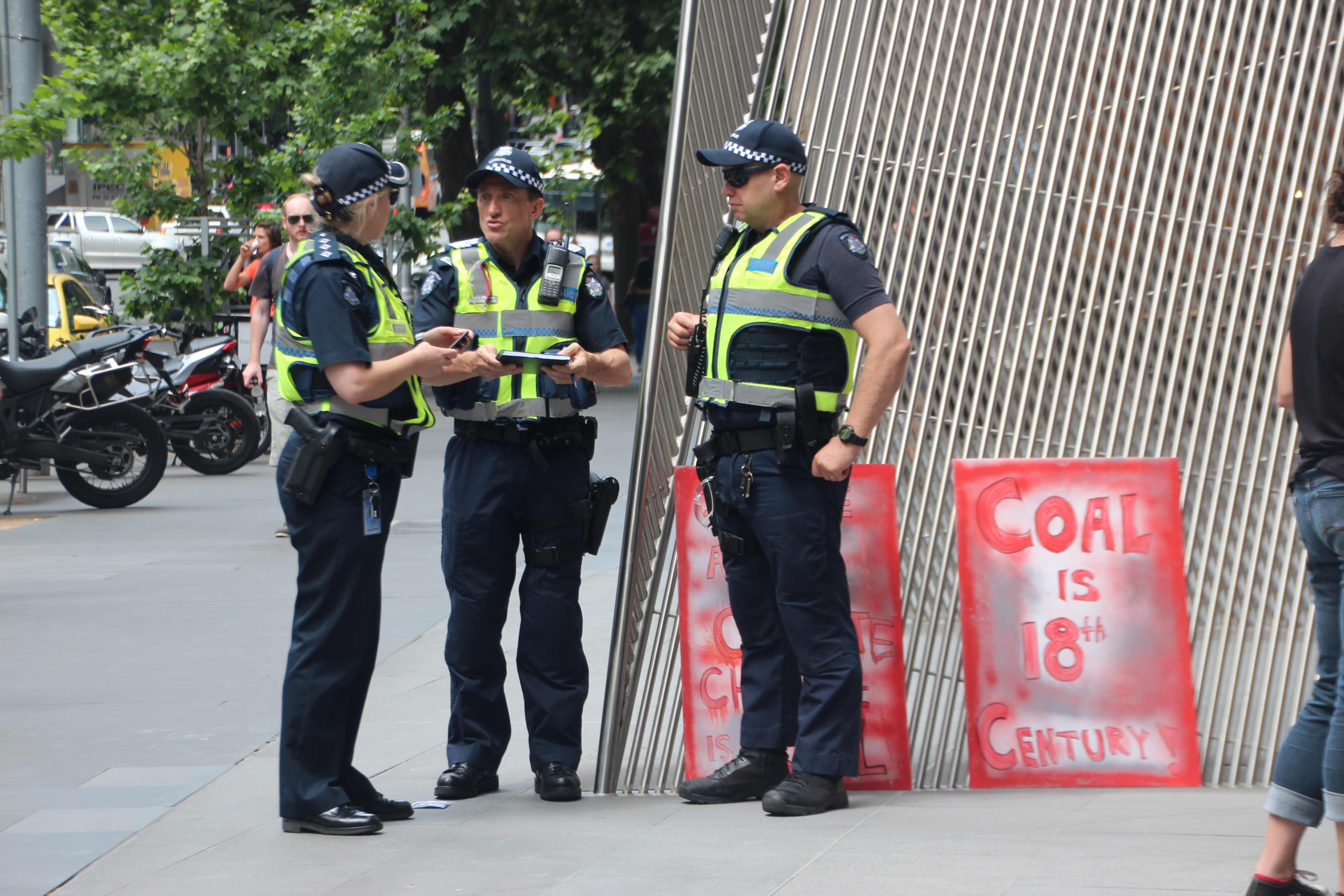
Policiers australiens durant la manifestation "Stop Adani" en novembre 2017

La police australienne est constituée des divers services de police australiens, organisés sur les modèles anglais et américain.

## Histoire
En 1901, l'Australie possédait une police d'État pour chacune des anciennes colonies formant alors le Commonwealth d'Australie. Afin de lutter contre les nouvelles forme de criminalité, le gouvernement australien créa en 1917 la Commonwealth Police ayant une juridiction nationale. Enfin en 1927, la police municipale de Canberra était réorganisée pour devenir la Australian Capital Territory Police Force.

## Polices provinciales
Les gouvernements de  l'Australie-Méridionale (South Australia Police fondée en 1838), de l'Australie-Occidentale (Western Australia Police), de la Nouvelle-Galles du Sud (New South Wales Police Force fondée en 1862), du Queensland, de la Tasmanie et du Victoria disposent chacun d'une police provinciale appelée Police Service. Leurs attributions et missions sont proches de celles des polices d'État américaines. Elles comprennent ainsi des unités d'interventions type SWAT.

## Polices locales
Les zones rurales ou peu peuplées sont la juridiction de shérifs.

## Effectifs
- Les Forces de police de Nouvelle-Galles du Sud sont importantes avec la présence de la ville de Sydney. Elles emploient environ 18 000 hommes et femmes.

## Évolution de l'armement
- À partir de 1922, les policiers australiens étaient armés de pistolets Webley 1908 (.32 ACP) en complément des revolvers Webley (.455 Eley).
- Dans les années 1930 fut généralisée l'usage des revolvers Webley Mk IV (.380 Mk 2).
- L'après-Seconde Guerre mondiale correspondit avec l'adoption des revolvers en .38 Special ou .357 Magnum tels les Ruger Security-Six/ Police-Six, les Smith & Wesson M10/M64 ou le Smith & Wesson Combat Magnum.
- Enfin l'influence des polices US amena l'adoption dans les années 1990 et 2000 des  Glock 20 (10 mm Auto) mais surtout les Glock 22/Glock 23/Glock 27 (tous en .40 S&W). Seule la police d'Australie méridionale a opté pour le Smith & Wesson M&P 40 (toujours de calibre .40).